# 안젤리노 알파노

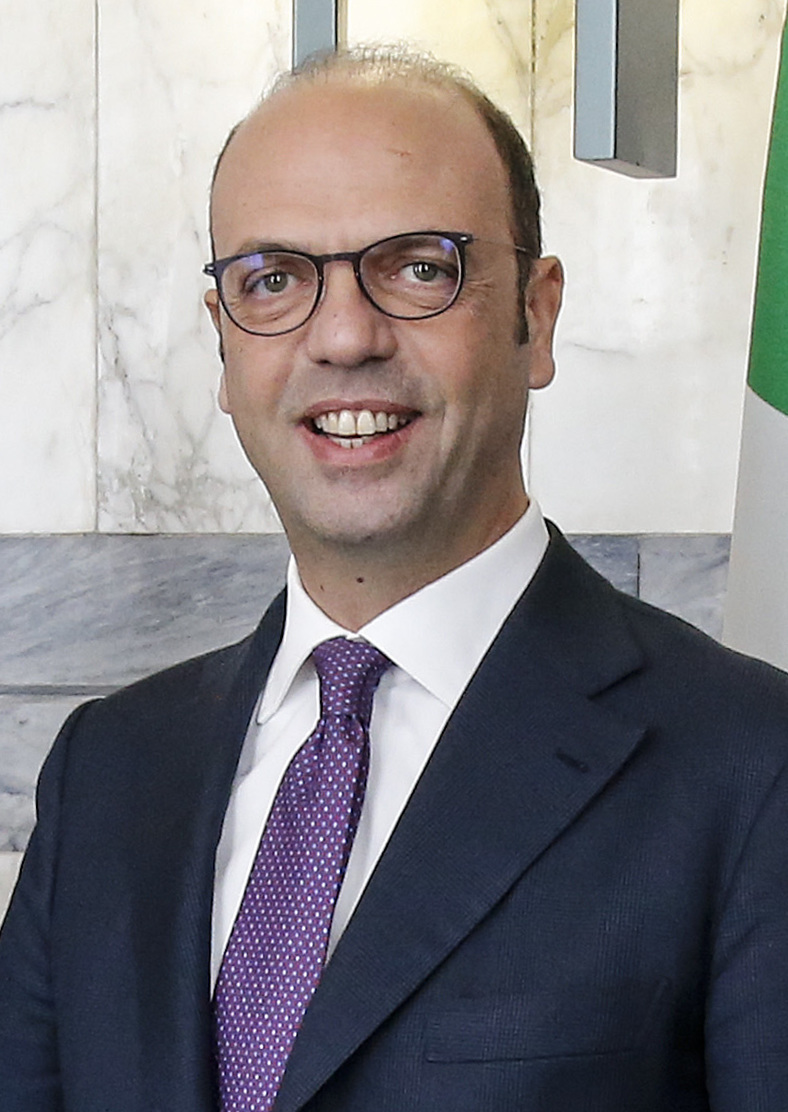
해럴드 스타센

안젤리노 알파노 (Angelino Alfano, 이탈리아어 발음: [andʒeˈliːno alˈfaːno], 1970년 10월 31일 ~)는 이탈리아의 정치인으로, 2016년부터 2018년까지 이탈리아 외무장관을 지냈다.
알파노는 2013년부터 2016년까지 내무장관으로 재직했으며, 마테오 렌치와 엔리코 레타 정부에서 일했다. 2013년부터 2014년까지 레타 내각의 일원으로 이탈리아 부총리를 지냈으며, 이전에는 베를루스코니 4기 내각의 일원으로 2008년부터 2011년까지 법무장관을 지냈다.  2011년부터 2013년까지 중도우파 정당인 자유민중 (PdL)의 초대이자 유일한 비서를 지냈다.  2013년, 자유민중에서 분할된 정당 신중도우파의 지도자가 되었으며, 신중도우파가 해산하고 새로운 정당 대중 대안이 창당된 2017년 초까지 신중도우파 정당의 지도자를 지냈다.
알파노는 이탈리아 내각에서 중요한 직책으로 여겨지는 법무부 장관, 내무부 장관, 외무부 장관을 모두 지낸 첫 이탈리아 정치인이다.